# 6657 Otukyo
6657 Otukyo este un asteroid din centura principală de asteroizi.

## Descriere
6657 Otukyo este un asteroid din centura principală de asteroizi. A fost descoperit pe 17 noiembrie 1992 la Dynic de Atsushi Sugie. El prezintă o orbită caracterizată de o semiaxă mare de 2,28 ua, o excentricitate de 0,24 și o înclinație de 5,1° în raport cu ecliptica.